# Hans Mayr
Hans Mayr (Viena, 5 de septiembre de 1877 – Viena, 1 de diciembre de 1918) fue un arquitecto austríaco.

## Biografía
Estudió en la Academia de Bellas Artes de Viena y fue aceptado en la clase de Otto Wagner. Pronto destacó como un estudiante de mucho talento, y fue galardonado con varios premios por sus diseños. Trabajó en el estudio de Wagner y, antes incluso de obtener el título, ya construía sus propios edificios.
Participó en varios concursos de forma activa, llegando a ser vencedor de alguno de ellos, siendo uno de los más importantes el cementerio protestante de Bielsko-Biala en Polonia. Sus primeros diseños estaban enteramente influidos por el estilo de su mentor.
A partir de 1906 se asoció con Theodor Mayer, con quien construyó viviendas de carácter residencial, edificios de oficinas y también abordaron diseño de interiores. Su producción se centró principalmente en Hietzing. Ambos desarrollaron un estilo moderadamente moderno.
En 1914 se convirtió en fundador de la Österreichischer Werkbund junto con otros arquitectos como Alfred Castelliz, Rudolf Frass, Hugo Gorge o Ernst Lichtblau.
Poco después del estallido de la Primera Guerra Mundial, Mayr fue reclutado en la milicia. Sus conocimientos le permitieron adquirir el rango de teniente ingeniero, y desde el ejército desarrolló también algunos proyectos como el cementerio de Sekowa, también en Polonia.
En diciembre de 1918, ya finalizado el conflicto, falleció como consecuencia de la pandemia de gripe de 1918, que en aquel entonces se había extendido por Viena.